# Ратебур
Ратебур (нем. Rathebur) — община в Германии, в земле Мекленбург — Передняя Померания. 
Входит в состав района Восточная Передняя Померания. Подчиняется управлению Анклам-Ланд.  Население составляет 164 человека (на 31 декабря 2006 года). Занимает площадь 9,14 км².